# Коронаційний сейм (1502)
Коронаційний сейм 1502 року — коронаційний сейм Олександра Ягеллончика. Скликаний бл. 4 жовтня 1501 року у Кракові. Сесії сейму тривали в січні та лютому 1502 року. Передсеймові сеймики відбувалися в листопаді та грудні 1501 р..
Цей сейм підтвердив домовленості, досягнуті на останньому сеймі, скликаному за життя Яна Ольбрахта, щодо податку на чопове, збору у розмірі 8 грошів та призупинення митних пільг на 5 років. Крім того, було запроваджено додатковий податок у розмірі 8 грошів і подано прохання до кардинала Фридерика провести на церковному синоді субсидію благодійності (subsidium charitativum). Також було укладено контракти з рекрутським військом і видано перший заклик до масового руху у зв'язку із захистом Русі від татар. Крім того, було вирішено відправити послів до Угорщини, Пруссії, Туреччини та римського короля Максиміліана.

## Виноски
1. ↑  Władysław Konopczyński Chronologia Sejmów Polskich 1493—1793 (str. 132)
2. ↑  Fryderyk Papée (1999). Aleksander Jagiellończyk. ISBN 97883-242-2496-8. {{cite web}}: Пропущений або порожній |url= (довідка); Проігноровано невідомий параметр |miejsce= (можливо, |location=?) (довідка); Проігноровано невідомий параметр |wydanie= (можливо, |number=?) (довідка); Проігноровано невідомий параметр |wydawca= (можливо, |publisher=?) (довідка)